# Helicopsyche phoebe
Helicopsyche phoebe är en nattsländeart som först beskrevs av Schmid 1993.  Helicopsyche phoebe ingår i släktet Helicopsyche och familjen Helicopsychidae. Inga underarter finns listade i Catalogue of Life.